# 丹尼斯·迈达诺夫
丹尼斯·瓦西里耶维奇·迈达诺夫（羅馬化：Denis Vasil'yevich Maydanov；1976年2月17日—），俄罗斯歌手、词曲作者、演员和政治家。迈达诺夫是一位享誉俄罗斯的杰出艺术家，自2021年起还担任俄罗斯国家杜马莫斯科州奥金佐沃选区的代表。他是统一俄罗斯党的成员。迈达诺夫作为艺术家获得的荣誉包括俄罗斯联邦功勋艺术家称号、金留声机奖、年度歌曲奖和年度香颂奖。在他的政治生涯中，迈达诺夫公开支持普京的政策，并支持入侵乌克兰。2022年，他受到欧盟制裁。